# Cleistogenes ramiflora
Cleistogenes ramiflora là một loài thực vật có hoa trong họ Hòa thảo. Loài này được Keng f. & C.P.Wang mô tả khoa học đầu tiên năm 1986.